# Туринская равнина
Туринская равнина — равнина на территории Свердловской области.

## География
Расположена в Зауралье, в западной части Западно-Сибирской равнины, в бассейне Туры. Простирается от города Каменска-Уральского и границы Свердловской и Курганской областей до правого берега реки Тавды в районе населённых пунктов Унже-Павинская, Круторечка и других.
Севернее находятся Сибирские Увалы, за ними Северо-Сосьвинская возвышенность. Северо-восточнее — Кондинская низменность, западнее — Средний Урал.
В пределах равнины расположены населённые пункты Туринск, Нижняя Тавда и другие.